# Jarrah Records
Jarrah Records ist ein australisches Musiklabel. Es wurde im Juli 2002 von John Butler und The Waifs als eigenes, unabhängiges Label dieser Bands gegründet. Manager des Labels ist Philip Stevens. Benannt ist das Label nach der Eukalyptus-Art Jarrah (Eucalyptus marginata), die in Westaustralien weit verbreitet ist. Jarrah ist die anglisierte Form von Jerryhl, der Bezeichnung der Aborigines.
Zunächst organisierte Jarrah Records den US-Vertrieb für die Bands, repräsentiert aber seit 2003 beide Acts auch in Australien.